# Piotr I (patriarcha Jerozolimy)
Piotr I – siódmy patriarcha Jerozolimy; sprawował urząd w latach 524–552.